# Onimusha Tactics
Onimusha Tactics (鬼武者タクティクス) est un jeu vidéo de type tactical RPG développé et édité par Capcom, sorti en 2003 sur Game Boy Advance. Il a été réédité en 2015 sur la Console virtuelle de la Wii U.

## Accueil
- 1UP.com : B-[1]
- Eurogamer : 6/10[2]
- IGN : 6,5/10[3]
- Jeuxvideo.com : 14/20[4]